# 怪物 (テレビドラマ)
『怪物』（かいぶつ、原題：괴물）は、2021年2月19日から4月10日まで、韓国のケーブルテレビ局JTBCで放送されたテレビドラマである。ダブル主演のシン・ハギュンとヨ・ジングが演じる、秘密を抱える刑事二人がパートナーとなり未解決事件の真相を追う姿を、地方の派出所を舞台に描く刑事ドラマ。

## 登場人物

### 主要人物
イ・ドンシク
演 - シン・ハギュン / イ・ドヒョン（青年期）
ハン・ジュウォン
演 - ヨ・ジング

### マニャン派出所
ナム・サンベ
演 - チョン・ホジン
パク・ジョンジェ
演 - チェ・デフン
ファン・グァンヨン
演 - ペク・ソックァン
チョ・ギルグ
演 - ソン・サンギュ
オ・ジフン
演 - ナム・ユンス

### マニャンの人々
ト・ヘウォン
演 - キル・ヘヨン
カン・ジンムク
演 - イ・ギュフェ
カン・ミンジョン
演 - カン・ミナ
ユ・ジェイ
演 - チェ・ソンウン

### ムンジュ警察署
オ・ジファ
演 - キム・シンロク
チョン・チョルムン
演 - チョン・ギュス

### その他
イ・チャンジン
演 - ホ・ソンテ
ハン・ギファン
演 - チェ・ジノ
クォン・ヒョク
演 - パク・ジフン
イ・ユヨン
演 - ムン・ジュヨン

## 受賞
- 第57回 百想芸術大賞[2]
  - TV部門 ドラマ作品賞
  - TV部門 ドラマ脚本賞（キム・スジン）
  - TV部門 男性最優秀演技賞（シン・ハギュン）
- 大韓民国コンテンツ大賞 文化体育観光部長官表彰（シム・ナヨン）[3]

## 日本版
2025年7月6日から放送されている。主演は安田顕と水上恒司。

### キャスト（日本版）

#### 主要人物
富樫浩之
演 - 安田顕（2000年時：SHIGETORA）
羽多野署生活安全課に勤務している警察官。25年前の未解決事件である羽多野町女子大生失踪事件の被害者の双子の兄。
八代真人
演 - 水上恒司
東大法学部卒のキャリア警察官僚。

#### 警察
田所幹男
演 - 藤森慎吾（2000年時：戸塚有輝）
羽多野署・警務課。
森平三郎
演 - 光石研
羽多野署生活安全課課長。
秋山和彦
演 - 利重剛
羽多野署・署長。
八代正義
演 - 渡部篤郎
警察庁次長。真人の父。
遠藤翔子
演 - 真飛聖（2000年時：玉井らん）
県警本部・捜査第一課。
遠藤優
演 - 入江甚儀
羽多野署・生活安全課。
粕谷
演 - 坪倉由幸（我が家）
羽多野署・生活安全課。

#### 富樫の周辺人物
柳辰夫
演 - 小手伸也（青年期：佐野和真）
酒屋の店主。
柳美緒
演 - 久保史緒里（乃木坂46）
辰夫の娘。大学生。
松田凛子
演 - 剛力彩芽
生活安全課御用達の焼肉店の経営者。

#### その他
田所加代
演 - 高畑淳子
県議会議員。
中橋陽平
演 - 橋本じゅん
建設会社の社長。
五十嵐
演 - 早乙女太一
検事。かつて八代真人の家庭教師をしていた。

#### ゲスト

##### 第1話
富樫琴音
演 - 糸瀬七葉（第6話・第7話）
女子大生。浩之の双子の妹。25年前、自宅の庭に指の第1関節だけ残して失踪。
富樫紀子
演 - 内田慈（第2話・第5話・第7話）
富樫兄妹の母親。
根本
演 - 長尾卓磨（第2話）
栃木県警刑事。違法カジノに手を出し借金を抱える
阿部香織〈当27〉
演 - 岡本玲（第6話）
25年前、羽多野町にて殺害された被害者。
富樫健一
演 - 戸田昌宏
富樫兄妹の父親。娘の失踪後に心筋梗塞で死去している。
フェレール・レイエス・ソフィア
演 - 高橋ユウ（第2話・第3話・第6話）
八代真人が囮として使っていた不法滞在のフィリピン人女性。葦原で白骨遺体で発見される。
小島
演 - 保田賢也（第2話・第4話・第6話）
田所議員の秘書。
由紀
演 - 大島璃乃（第2話 - 第5話）
焼肉屋「炎炎亭」のアルバイト店員。
阿部直美
演 - 宗清万里子
阿部の爺さんの娘。
阿部
演 - 螢雪次朗
認知症で街を徘徊する爺さん。阿部香織の父親。
女性
演 - 松田陽子
富樫紀子の友人。
刑事
演 - 田中瑛祐
栃木県警刑事。
中学生
演 - 片桐一颯
文具店から逃げる万引き犯の少年。
男性
演 - 宮川康裕
公務執行妨害で逮捕されたDV男。子どもに手をあげていた。
喫茶店員
演 - 伊藤心咲

##### 第2話
律子
演 - 入山法子（第3話・第4話・第6話・第7話）
県警の鑑識官。
紺野
演 - 堀井新太（第3話 - 第7話）
県警の刑事補佐。
西島圭佑
演 - たんじだいご
不法滞在者が多く働く飲食店「バブルフラン」店長。
ホステス
演 - ゴーシュ凜
「バブルフラン」のホステス。
男性
演 - 清水林太郎、橋渡竜馬
柳美緒を酔わせて潰したクラブ「Chamre」の客。
レポーター
演 - 中澤隆範
葦原で女性の白骨遺体が発見されたことを現場からレポートする。
アナウンサー
演 - 秋里由佳

##### 第3話
稲葉
演 - 長谷川朝晴（第4話 - 第7話）
遠藤翔子の上司。
今村
演 - 小久保寿人（第4話・第6話・第7話）
KTCテレビ記者。
アナウンサー
演 - 天野亜希子
昨夜未明から行方不明の女子大生の切断された指先発見をニュースを伝える。
老人
演 - 和田正弘
八代真人から防犯カメラの事を訊かれる老人。

##### 第4話
松田良江〈当38〉
演 - 中上サツキ（第5話・第6話）
凛子の母親。「炎炎亭」店主。10年前に失踪した。
捜査員
演 - 栗山かほり

主婦
演 - 松波燁子

地元住民A
演 - 大山きか

##### 第5話
上司、室井、犯人
演 - 山崎潤、武田航平、高岩芯泰
3年前、富樫の暴走で同僚を死なせてしまった事件の関係者。

##### 第6話
相馬晴美
演 - 北ひとみ
柳の内縁の妻だった女性。美緒を産んですぐ出て行ったという。
女性
演 - 藤江萌、白木ひこ、塚田光虹
相馬晴美がサヤカの名で働いていた西川口のスナック「マカロ」の従業員。

##### 第7話
サカイ
演 - 増田修一朗
監察官
八代の母
演 - 遊井亮子
八代真人の母親。
- 中屋湧心[注 3][28]

### スタッフ（日本版）
- 原作 - 「怪物」（制作・著作：SLL JOONGANG Co.,Ltd / 脚本：キム・スジン作家）[4]
- 脚本 - 前川洋一[4]
- 音楽 - 大間々昂、斎木達彦[4]
- 監督 - 鈴木浩介、池澤辰也[4]
- 企画・プロデュース - 松本太一[4]
- プロデューサー - 青木泰憲、元信克則、河添太[4]
- 制作プロダクション - ユニオン映画[4]
- 制作協力 - Orange[4]
- 製作著作 - WOWOW[4]

### 放送日程
| 話数  | 放送日  | 監督     |
| ----- | ------- | -------- |
| 第1話 | 7月06日 | 鈴木浩介 |
| 第2話 | 7月13日 | 鈴木浩介 |
| 第3話 | 7月20日 | 池澤辰也 |
| 第4話 | 7月27日 | 池澤辰也 |
| 第5話 | 8月03日 | 鈴木浩介 |
| 第6話 | 8月10日 | 鈴木浩介 |
| 第7話 | 8月17日 | 池澤辰也 |

| WOWOW 連続ドラマW 日曜オリジナルドラマ | WOWOW 連続ドラマW 日曜オリジナルドラマ | WOWOW 連続ドラマW 日曜オリジナルドラマ |
| 前番組                                 | 番組名                                 | 次番組                                 |
| -------------------------------------- | -------------------------------------- | -------------------------------------- |
| I, KILL （2025年5月18日 - 6月22日）    | 怪物 （2025年7月6日 - ）               | -                                      |